# Роккаку Йосіката
Роккаку Йосіката (1521 — 19 квітня 1598) — середньовічний японський державний та військовий діяч, даймьо періоду Сенґоку. Засновник школи верхової їзди Сасакі-рю.

## Життєпис
Походив з самурайського роду Роккаку. Старший син даймьо Роккаку Садайорі. Народився у 1521 році. Перша відома згадка відноситься до 1549 року, коли брав участь у військових діях проти Мійосі Нагайосі в складі військ батька, що був союзником Хосокава Харумото і сьогуна Асікаґа Йосітеру.
У 1552 році після смерті батька успадкував родинні володіння. Того ж року спільно з Харумото завдав поразки армії Мійосі, зайнявши Кіото. Підтримував союз з сьогуном і Хосокава Харумото. Але 1558 року війська Йосікати і Харумото зазнали важкої поразки від Мійосі Нагайосі. Цим вирішив скористатися Адзай Хісамаса, даймьо північної частини провінції Омі, що атакував землі Роккаку (розташовувалися на півдні цієї провінції), але Йосіката завдав супротивникові тяжкої поразки, змусивши Хісамасу визнати свою зверхність.
У 1559 році за допомогою сьогуна Асікага Йосітеру замирився з кланом Мійосі. Того ж році зрікся влади, ставши буддистським ченцем під ім'ям Сьотей. Новим даймьо став син Йосікати — Роккаку Йосіхару, але Йосіката зберіг значний вплив на прийняття рішень. У 1560 році Роккаку Йосіката очолював війська проти повсталого клану Адзаї, але зазнав поразки у битві біля Норади від Адзаї Наґамаси. Після цього остаточно відійшов від політичних справ.
У 1563 році разом з сином Йосіхару вимушений був тікати з резиденції Каннондзі внаслідок повстання роду Ґото (події відомі як смута Каннондзі). У 1565 році брав участь у захисті замку Каннондзі від нападу військ роду Адзай. 1570 року після поразки військ Роккаку від Ода Нобунаги опинився у полоні, перебував у замку Ісібе, звідки втік у 1574 році до замку Сіґаракі. Вступив у союз з Ікко-ікки, з якими розпочав повстання проти Ода Нобунаги. Деякий час діяв в провінції Іґа.
У 1581 році Роккаку Йосіката та його союзники зазнали повної поразки. Йосікату було відправлено під варту в Осаку. Помер 1598 року.

## Правнича діяльність
В часи свого володарювання Роккаку Йосіката підготував й склав «Звід з двадцяти трьох статей» («Дзьомоку нідзюсанкадзьо»), що стала в подальшому основою для врегулювання стосунків між даймьо роду Роккаку й їх васалами.